# Zacharie Chasseriaud
Pour les articles homonymes, voir Chasseriaud.
Zacharie Chasseriaud, né le 26 avril 1996 à Gonesse (Île-de-France), est un acteur français.

## Biographie
À six ans, c’est en accompagnant sa sœur dans une agence de publicité que Zacharie Chasseriaud se fait remarquer. Il commence par des apparitions dans des publicités, notamment pour Disney et Heinz. En 2004, il fait ses premiers pas au cinéma en jouant Nicolas Duvauchelle jeune dans Poids léger de Jean-Pierre Améris. Pour la télévision, il enchaîne les rôles dans des téléfilms comme La Femme coquelicot, Maman est folle ou Les Corbeaux, et dans des séries telles que L'Affaire Villemin, P.J., Commissaire Valence et Vive les vacances !.
2011 est un tournant dans sa carrière quand il décroche un des trois rôles principaux, avec Martin Nissen et Paul Bartel, dans Les Géants de Bouli Lanners, un film multi-primé et qui vaut aux trois jeunes comédiens un Bayard d'Or pour leurs interprétations au Festival international du film francophone de Namur.
Peu assidu aux études, il arrête l'école à quatorze ans, suit des cours par correspondance, se passionne pour le tennis et enchaîne les tournages sous la direction de Pierre Rambaldi, Frédéric Fonteyne, Vincent Lannoo, Sébastien Betbeder. Il se distingue dans La Belle Vie de Jean Denizot, où il incarne Sylvain, un des deux fils d'Yves, père en fuite, vivant avec ses deux garçons dans la clandestinité. Un film largement inspirée de l'affaire Xavier Fortin,. La même année, il est doublement récompensé : prix du jury et prix du public du meilleur jeune espoir masculin, pour le court-métrage Sans les gants de Martin Razy au Festival Jean Carmet de Moulins.

### Vie privée et famille
Sa sœur est l'actrice Jéromine Chasseriaud. Son oncle est le producteur de musique Vincent Ferradura, alias Vinz Vega.
Il a été en couple avec Chloé Jouannet , fille de l'actrice Alexandra Lamy et de Thomas Jouannet, de 2016 à 2020.

## Filmographie

### Cinéma

#### Longs métrages
- 2004 : Poids léger de Jean-Pierre Améris : Antoine enfant
- 2008 : L'Empreinte de Safy Nebbou : Jérémy
- 2011 : Les Géants de Bouli Lanners : Zak
- 2011 : Les Tribulations d'une caissière de Pierre Rambaldi : Benoît
- 2012 : Tango libre de Frédéric Fonteyne : Antonio
- 2013 : Au nom du fils de Vincent Lannoo : Jean-Charles
- 2013 : Deux automnes trois hivers de Sébastien Betbeder : le skater
- 2013 : La Belle Vie de Jean Denizot : Sylvain
- 2014 : Aux yeux des vivants d'Alexandre Bustillo et Julien Maury : Tom
- 2015 : Deux temps, trois mouvements de Christophe Cousin : Victor
- 2015 : Un début prometteur d'Emma Luchini : Gabriel
- 2015 : Au plus près du soleil d'Yves Angelo : Léo
- 2015 : Simon d'Éric Martin et Emmanuel Caussé : Simon
- 2016 : Noces de Stephan Streker : Pierre
- 2017 : Fauves de Robin Erard : Oskar
- 2017 : Swim de Pierre Dugowson :
- 2017 : Pris de court d'Emmanuelle Cuau : Léo
- 2017 : Nos patriotes de Gabriel Le Bomin : Benoît
- 2019 : Plein la vue de Philippe Lyon : Dylan
- 2021 : L'Ennemi de Stephan Streker  : Julien Durieux
- 2022 : Sous emprise de David M. Rosenthal : Sasha
- 2024 : Karmapolice de Julien Paolini : l'agent immobilier

#### Courts métrages
- 2011 : Infrarouge
- 2011 : Le nain de Jordan Rigaud : le jeune garçon
- 2013 : L'âge de feu de Léo Haddad : Hugo
- 2014 : Sans les gants de Martin Razy : Dylan
- 2015 : Beach Boys de Jérémie Sein : Nico
- 2017 : Tropique de Marion Defer : Thomas
- 2017 : Cape Cod d'Inès Loizillon : Tom
- 2018 : Tout le monde ne survivra pas de Thibault Lang-Willar : Quentin
- 2019 : Permission de Martin Razy : Marcus Virzy
- 2021 : Fanfare de Léo Grandperret : Jules
- 2022 : Rivage de Lisa Fuchs : Louis

### Télévision

#### Téléfilms
- 2005 : La Femme coquelicot de Jérôme Foulon : Simon
- 2006 : Les enfants j'adore de Didier Albert : Arthur Morin
- 2007 : Maman est folle de Jean-Pierre Améris : Antoine
- 2008 : Les Corbeaux, 2 parties de Régis Musset : Julien
- 2013 : La Balade de Lucie de Sandrine Ray : Alexandre
- 2014 : L'Héritière d'Alain Tasma : Sacha Keller
- 2017 : Peur sur la base de Laurence Katrian : Guillaume Pontoise
- 2024 : À l'épreuve d'Akim Isker : Chems

#### Séries télévisées
- 2006 : L'Affaire Villemin, 6 épisodes de Raoul Peck : Julien Villemin à 8 ans
- 2008 : P.J., épisode Erreurs de jeunesse de Claire de La Rochefoucauld : Kévin Lambert
- 2008 : Père et maire, épisode Ah, la famille! de Pascal Heylbroeck : Rémi Stefanel
- 2008 : Commissaire Valence, épisode Témoin en danger de Franck Appréderis : Alexis Maupuis
- 2008 : Les Petits Meurtres d'Agatha Christie, épisode Am stram gram de Stéphane Kappes : Jacko enfant
- 2009 : Ligne de feu, épisode Je ne suis pas un héros de Marc Angelo : Hugo
- 2009 : Vive les vacances !, 6 épisodes de Stéphane Kappes : Romain
- 2009 : Suite noire, épisode Virage à la corde de Laurent Bouhnik : Hervé
- 2010 : Quand l'amour s'emmêle de Claire de La Rochefoucauld : Victor Hagopian
- 2011 : Interpol, épisode Au pied du mur d'Éric Summer : Théo Bertrand-Morin
- 2009-2013 : Drôle de famille !, 4 épisodes : Gaël
  - 2009 : Episode pilote de Stéphane Clavier
  - 2010 : Deux heureux événements de Benoît d'Aubert
  - 2012 : Chacun pour soi de Stéphane Kurc
  - 2013 : Vacances orientales de Christophe Douchand
- 2014-2015 : Mes chers disparus, 6 épisodes de Stéphane Kappes : Félix
  - 2014 : Changer de vie
  - 2015 : Etre ou ne pas être… père !
  - 2015 : Vaincre sans combattre
  - 2015 : Vivre sa vie… à quel prix ?
  - 2015 : Aimer sans mentir
  - 2015 : Partir… revenir
- 2017 : Capitaine Marleau de Josée Dayan, épisode La Mémoire enfouie : Arthur Gerfaut
- 2018-2024 : Hippocrate : Hugo Wagner (depuis la saison 1 - en cours)

## Distinctions
- 2011 : Bayard d'Or du meilleur acteur, avec Martin Nissen et Paul Bartel, au Festival international du film francophone de Namur, pour Les Géants de Bouli Lanners
- 2014 : Prix du Jury jeune espoir masculin au Festival Jean Carmet de Moulins, pour Sans les gants de Martin Razy
- 2014 : Prix du Public jeune espoir masculin au Festival Jean Carmet de Moulins, pour Sans les gants de Martin Razy
- 2017 : Prix du meilleur acteur dans un court métrage, avec Théo Cholbi, au Festival du film de Cabourg, pour Tropique de Marion Defer